# 城戸紘志
城戸 紘志（きど ひろし、1981年7月28日 - ）は、日本のドラマー、作曲家、編曲家。JUDE、unkieのメンバー。京都府八幡市出身。岡崎体育がバンド編成で行うポテト探検隊では芋田として活動している

## 使用機材
使用ドラムセットはTAMAのStarclassic Bubinga。シェルカラーはWhite Silk (WHS)。フープカラーはChrome。

## サポート経歴
LiSA、フジファブリック、吉井和哉、HYDE、TETSUYA、岡崎体育、DREAMS COME TRUE、PUFFY、いきものがかり、藤巻亮太、秦基博、MiChi、矢井田瞳、南條愛乃、初音ミク、フルカワミキ、山猿、Hey! Say! JUMP、寺岡呼人、WurtS、緑黄色社会、iLL、Peridots、THE PRIMALS(Final Fantasy14)、the ARROWS、近藤智洋＆ザ・バンドファミリア、OLDE WORLDE、THE SLUT BANKS等。